# Tim Mayotte

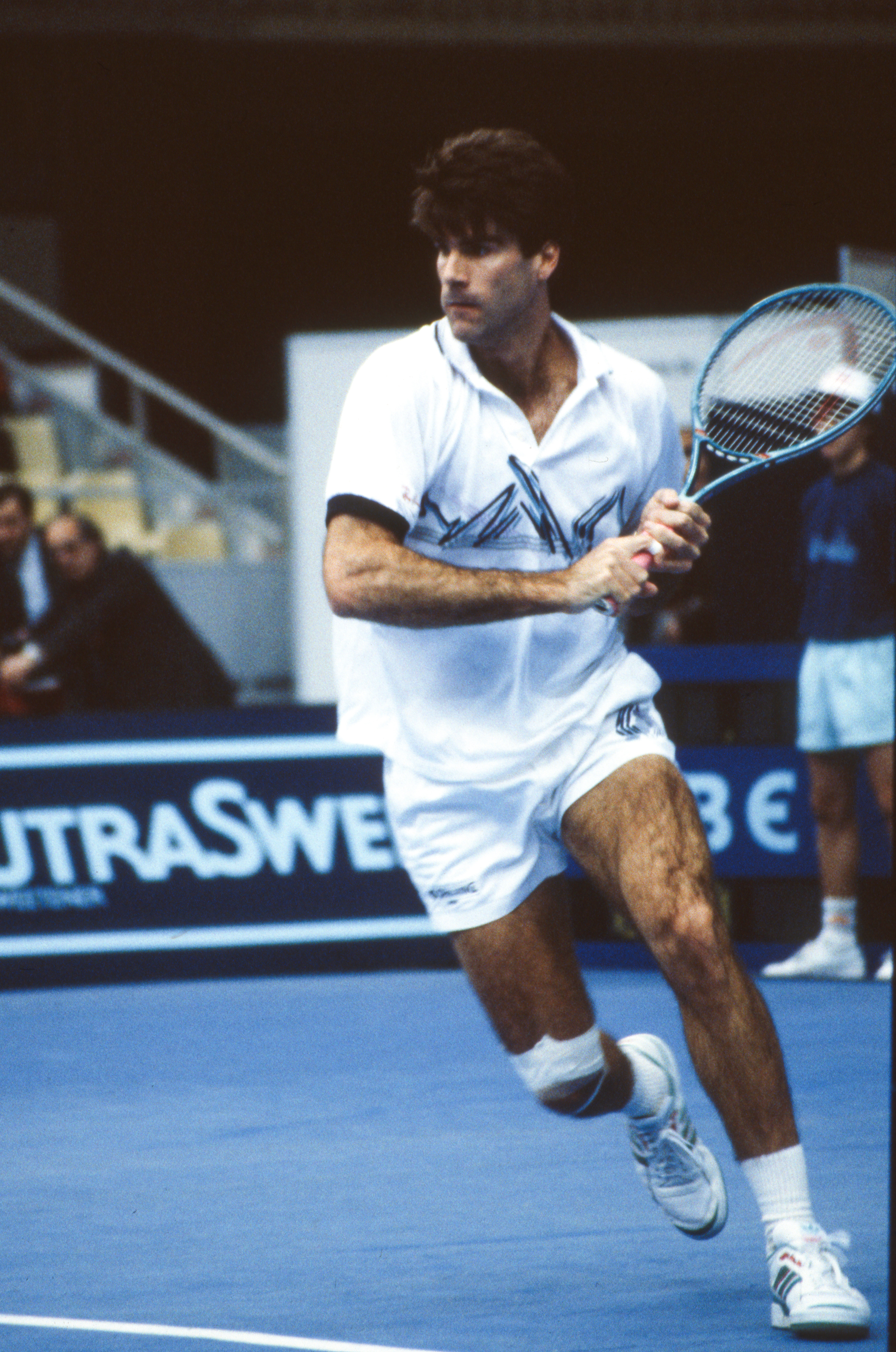
1990

Tim Mayotte, född den 3 augusti 1960 i Springfield, Massachusetts, är en amerikansk tennisspelare.
Han tog OS-silver i herrarnas singelturnering i samband med de olympiska tennisturneringarna 1988 i Seoul.